# Trachelas daubei
Trachelas daubei là một loài nhện trong họ Trachelidae.
Loài này thuộc chi Trachelas. Trachelas daubei được Joachim Schmidt miêu tả năm 1971.